# Федоровське міське поселення
Фе́доровське міське поселення (рос. Фёдоровское городское поселение) — міське поселення у складі Сургутського району Ханти-Мансійського автономного округу Тюменської області Росії.
Адміністративний центр та єдиний населений пункт — селище міського типу Федоровський.
Населення міського поселення становить 23375 осіб (2017; 20288 у 2010, 18406 у 2002).